# Harrison-Passage
Die Harrison-Passage ist eine tiefe und von allen Schiffsklassen befahrbare Meerenge des Südpolarmeeres. Sie liegt zwischen der westlich gelegenen Larrouy-Insel und Tadpole Island sowie den Llanquihue-Inseln und der Graham-Küste des Grahamlands auf der Antarktischen Halbinsel im Osten.
Der Falkland Islands Dependencies Survey kartierte die Passage anhand von Luftaufnahmen der Hunting Aerosurveys Ltd. aus den Jahren von 1956 bis 1957. Das UK Antarctic Place-Names Committee benannte sie 1959 nach dem britischen Uhrmacher John Harrison (1693–1776), dessen Uhren erstmals die erforderliche Präzision zur genauen Bestimmung des geographischen Längengrades auf See besaßen.